# طوطی‌های بال‌دراز
طوطی‌های بال‌دراز (نام علمی: Poicephalus) نام یک سرده از خانواده طوطیان است.